# 丸森町立舘矢間小学校
丸森町立舘矢間小学校（まるもりちょうりつ たてやましょうがっこう）は、宮城県伊具郡丸森町にある公立小学校。明治時代の創立という長い歴史を持つ。

## 学区
- 旧舘矢間村、旧大張村、旧耕野村区域[1]

## 沿革
- 1874年 - 舘山真龍院を校舎として開校
- 1883年 - 現在地に平屋建校舎一棟新築
- 1909年 - 舘矢間尋常高等小学校となる
- 1947年 - 舘矢間小学校と改称　運動場新設
- 1954年 - 創立80周年記念式　校歌・校旗・校章制定
- 1954年 - 町村合併により丸森町立舘矢間小学校と改称
- 1960年 - 完全給食実施
- 1965年 - プール完成
- 1973年 - 校舎落成（鉄筋三階建）
- 1974年 - 体育館落成　創立100周年記念式
- 1977年 - プール完成
- 1980年 - 正門落成
- 1991年 - 校木「黒松」の制定
- 2003年 - コンピュータ室整備
- 2008年 - 校舎耐震・大規模改修工事終了
- 2022年4月 - 丸森町立大張小学校と丸森町立耕野小学校が閉校し、舘矢間小学校が受け入れ校となる。

## 教育目標
- 自ら学び，すこやかに生き，創造力に富む心豊かな児童の育成
  - 思いやりのある子ども
  - 進んで学ぶ子ども
  - たくましい子ども

## 交通
阿武隈急行　阿武隈急行線　丸森駅より徒歩約15分